# دیمباخ (اتریش)
دیمباخ (به آلمانی: Dimbach) یک منطقهٔ مسکونی در اتریش است که در ناحیه پرگ واقع شده‌است. دیمباخ ۳۱٫۲۷ کیلومتر مربع مساحت دارد ۶۸۰ متر بالاتر از سطح دریا واقع شده‌است.